# Монтиньи, Жан де
Жан де Монтиньи (фр. Jean de Montigny; 1637, Бретань, Франция — 28 сентября 1671, Витре, Франция) — французский священник и поэт, член Французской академии.

## Биография
Жан де Монтиньи родился в 1637 году в Бретани. Служил аббатом и был протеже маркизы де Гиш, внучки герцога Пьера Сегье, французского канцлера и члена Французской академии.
Он является автором ряда стихотворений и пьесы под названием «Дворец удовольствий» (Le palais des plaisirs). Написал «Письмо Эрасту в ответ на его клевету против Девы» (Lettre à Éraste pour response à son libelle contre la Pucelle), опубликованное в 1656 году, в котором Монтиньи защищал героическую эпопею «Дева, или освобождённая Франция» (La Pucelle ou la France delivree), в которой Жан Шаплен изобразил Жанну д’Арк.
Монтиньи произнёс надгробную речь Анны Австрийской и был капелланом королевы Марии Терезии. В 1670 году был избран членом Французской академии (кресло 23), заменив своего предшественника Жиля Буало (1631—1669), брата Никола Буало-Депрео. В том же 1670 году Монтиньи был назначен епископом Леона.
Умер 28 сентября 1671 года в Витре в возрасте 35 лет.